# Liste der denkmalgeschützten Objekte in Innsbruck-Vill
Die Liste der denkmalgeschützten Objekte in Innsbruck-Vill enthält die 8 denkmalgeschützten, unbeweglichen Objekte des Innsbrucker Stadtteils Vill.

## Denkmäler
| Foto  |                 | Denkmal | Standort                                               | Beschreibung | Metadaten |
| ----- | --------------- | --- | ------------------------------------------------------ | --- | --- |
| ja    | Datei hochladen | Holzveranda beim Zenzenhof HERIS-ID: 111108 Objekt-ID: 128891 TKK: 115956                                                                               | bei Handlhofweg 80 Standort KG: Vill                   | Die um 1890 errichtete historistische Holzveranda mit an drei Seiten vorgelagerten offenen Loggien diente den Jesuiten während ihrer Sommerfrische als Aufenthalt. | BDA-Hist.: Q37821790 Status: § 2a Stand der BDA-Liste: 2025-06-30 Name: Holzveranda beim Zenzenhof GstNr.: .33                                                                                  |
| ja    | Datei hochladen | Scheune des Zenzenhofes HERIS-ID: 84200 Objekt-ID: 98286 TKK: 115957                                                                                    | Handlhofweg 80a Standort KG: Vill                      | Die nach 1856 erbaute Scheune des Zenzenhofs, eines großen landwirtschaftlichen Betriebs des Innsbrucker Jesuitenkollegs, weist große, rundbogig geschlossene Speicheröffnungen, Fassaden mit Putzgliederung und Holzläden in Zierschnitt auf. Das Gebäude mit seiner neobarocken Außenerscheinung stellt ein typisches Beispiel der spätgründerzeitlichen Architektur und eine einzigartige und weitgehend unverändert erhaltene Einheit eines Wirtschaftsgebäudes dar. Anmerkung: Bis 2012 standen auch das Verwalterhaus des Zenzenhofes und der Verbindungsbogen zur Scheune unter Denkmalschutz. | BDA-Hist.: Q38182219 Status: Bescheid Stand der BDA-Liste: 2025-06-30 Name: Scheune des Zenzenhofes GstNr.: .34/2 Verwalterhaus des Zenzenhofes                                                 |
| ja    | Datei hochladen | Späteisen- und römerzeitliche Siedlung Goarmbichl HERIS-ID: 208628seit 2021                                                                             | bei Lilly-von-Sauter-Weg 1 Standort KG: Vill           | Auf dem Goarmbichl wurde eine Kuppensiedlung der Latènezeit freigelegt, die auf die Zeit um 400 bis 150 v. Chr. datiert wird. Erhalten und ergraben sind die Grundmauern zweier Wohnhäuser eines Großgehöftes. Die Fundamente zeigen eine charakteristische Zweiteilung in einen abgewinkelten schmalen, länglichen Zugang und einen relativ weiträumigen Haupt- oder Wohnraum. | BDA-Hist.: Q1533444 Status: Bescheid Stand der BDA-Liste: 2025-06-30 Name: Späteisen- und römerzeitliche Siedlung Goarmbichl GstNr.: 308, 309, 276/3, 279, 307 Goarmbichl                       |
| ja    | Datei hochladen | Feuerwehrgebäude, Nebengebäude der Feuerwehr mit Schlauchturm, Obstpresse HERIS-ID: 98545 Objekt-ID: 114481 TKK: 116020                                 | Lilly-von-Sauter-Weg 2b, in der Nähe Standort KG: Vill | Das Feuerwehrgerätehaus wurde in der ersten Hälfte des 20. Jahrhunderts errichtet. Der eingeschoßige Mauerbau über hakenförmigem Grundriss mit Satteldach beherbergt im Norden den Geräteraum. Im Osten ist der Schlauchturm mit senkrechter Bretterschalung angebaut. | BDA-Hist.: Q37772175 Status: § 2a Stand der BDA-Liste: 2025-06-30 Name: Feuerwehrgebäude, Nebengebäude der Feuerwehr mit Schlauchturm, Obstpresse GstNr.: .62 Feuerwehrgerätehaus Vill          |
| BW    | Datei hochladen | Grenzstein bei der Poltenhütte HERIS-ID: 87714 Objekt-ID: 102140 TKK: 116163                                                                            | östlich Poltenweg 71 Standort KG: Vill                 | Der Grenzstein steht an der Grenze zwischen Vill und Lans und zeigt die eingemeißelte Jahreszahl 1545. | BDA-Hist.: Q37721200 Status: § 2a Stand der BDA-Liste: 2025-06-30 Name: Grenzstein bei der Poltenhütte GstNr.: 743                                                                              |
| ja BW | Datei hochladen | Kirchhofanlage hl. Martin einschließlich Friedhof mit Totenkapelle und Friedhofskreuz HERIS-ID: 110504 Objekt-ID: 128209 TKK: 116022, 116023, 116024, … | bei Viller Dorfstraße 1 Standort KG: Vill              | Die Pfarrkirche zum hl. Martin wurde 1397 erstmals urkundlich erwähnt. Die gotische Kirche wurde 1791/92 innen im Rokokostil umgestaltet. An das zweijochige Langhaus schließt ein zweijochiger polygonaler Chor an. Die Deckenfresken wurden 1791 von Franz Xaver Kirchebner geschaffen. Der von einer Mauer umgebene Friedhof um die Kirche wurde vermutlich im Mittelalter angelegt. Die Totenkapelle mit Pultdach und Rundbogenportal ist im Norden an das Langhaus und den Turm der Kirche angebaut. Das überdachte Friedhofskreuz an der südlichen Mauer stammt aus dem Jahr 1672.              | BDA-Hist.: Q37819158 Status: § 2a Stand der BDA-Liste: 2025-06-30 Name: Kirchhofanlage hl. Martin einschließlich Friedhof mit Totenkapelle und FHKr. GstNr.: .1, 1 Pfarrkirche hl. Martin, Vill |
| ja    | Datei hochladen | Nischenbildstock hl. Martin/Kriegerdenkmal HERIS-ID: 98558 Objekt-ID: 114494 TKK: 116293                                                                | gegenüber Viller Dorfstraße 4 Standort KG: Vill        | Der in die westliche Friedhofsmauer integrierte gemauerte Bildstock mit schindelgedecktem Satteldach aus dem 19. Jahrhundert beherbergt in der rundbogigen Nische ein Gemälde mit der Mantelspende des hl. Martin aus der Kunstanstalt Adolf Vogl aus dem Jahr 1877. Früher waren rechts und links der Nische Bronzetafeln mit den Namen der Viller Gefallenen angebracht. | BDA-Hist.: Q37772191 Status: § 2a Stand der BDA-Liste: 2025-06-30 Name: Nischenbildstock hl. Martin/Kriegerdenkmal GstNr.: 735 Nischenbildstock hl. Martin, Vill                                |
| ja    | Datei hochladen | Rohrbrücke HERIS-ID: 110241 Objekt-ID: 127921 TKK: 116269                                                                                               | bei Vill Unterberg 2 Standort KG: Vill                 | Die Anfang des 20. Jahrhunderts errichtete Rohrbrücke dient als Zuleitung zum Kraftwerk Untere Sill in Innsbruck und verbindet über die Sillschlucht die Gemeinde Schönberg und den Innsbrucker Stadtteil Vill. Über der Rohrleitung verläuft eine schmale eiserne Fußgängerbrücke. | BDA-Hist.: Q37817799 Status: § 2a Stand der BDA-Liste: 2025-06-30 Name: Rohrbrücke GstNr.: 760, 658/3                                                                                           |